# Hapalochlaena fasciata
Hapalochlaena fasciata es una especie de molusco cefalópodo de la familia Octopodidae. Su cuerpo mide unos 5 cm y sus tentáculos alcanzan los 10 cm. Se distribuye en aguas subtropicales de Australia oriental, encontrándose principalmente en arrecifes rocosos y zonas de intermarea. Como todas las especies de su género, se trata de un molusco venenoso.